# Lilla Sirsjön, Västmanland
Lilla Sirsjön är en sjö i Hällefors kommun i Västmanland och ingår i Norrströms huvudavrinningsområde. Sjön har en area på 0,477 kvadratkilometer och ligger 188,8 meter över havet.

## Delavrinningsområde
Lilla Sirsjön ingår i det delavrinningsområde (663055-144045) som SMHI kallar för Mynnar i Kvisseln. Medelhöjden är 207 meter över havet och ytan är 53,28 kvadratkilometer. Det finns inga avrinningsområden uppströms utan avrinningsområdet är högsta punkten. Allmosälven som avvattnar avrinningsområdet har biflödesordning 4, vilket innebär att vattnet flödar genom totalt 4 vattendrag innan det når havet efter 261 kilometer. Avrinningsområdet består mestadels av skog (86 procent). Avrinningsområdet har 3,15 kvadratkilometer vattenytor vilket ger det en sjöprocent på 5,9 procent.